# Noël Mercier
Pour les articles homonymes, voir Mercier.
Noël Mercier est un ébéniste et sculpteur sur bois français du XVIIe siècle, né à Gannat vers 1649 et mort le 14 janvier 1728.

## Biographie
Noël Mercier était le fils de François Mercier, menuisier à Gannat, lui-même fils d'Étienne Mercier, menuisier à Gannat à la fin du XVIe siècle. De son mariage avec Gilberte Bardet, il eut plusieurs enfants, dont André qui fut ébéniste et sculpteur sur bois comme lui.
Il fut troisième consul de Gannat.

## Œuvres
- Stalles et boiseries de Saint-Amable de Riom. Elles furent commandées à André Boysen, ébéniste clermontois, et à Noël Mercier par les chanoines de la collégiale (1687). Les stalles, au nombre de cinquante-quatre à l'origine, sont restées en place, mais les boiseries qui les séparaient du déambulatoire ont été déplacées dans la grande sacristie au XIXe siècle. Les stalles ont été classées MH au titre objet en 1967[2]. Les boiseries sont classées au titre immeuble (1840)[3]. L'ensemble est en noyer.
- Stalles de Sainte-Croix de Gannat. Les prêtres communalistes de Sainte-Croix lui commandèrent par un traité notarié du 8 mai 1681, complété par un second acte le 18 juin 1683, un ensemble de trente-quatre stalles ; les stalles sont disposées sur deux rangs : il y en a huit de chaque côté du chœur dans la rangée supérieure et sept, encadrées par deux pupitres destinés aux lecteurs des épîtres et des évangiles, dans la rangée inférieure. Les stalles sont faites en noyer et des têtes d'anges sont sculptées sur les miséricordes[4]. Ces stalles ont été classées MH au titre objet en 1971[5].